# Topologia generale
In matematica, la topologia generale o topologia degli insiemi di punti è la branca della topologia che studia le proprietà elementari degli spazi topologici e delle strutture definite su di essi.

## Storia
La topologia generale ha avuto origine da un certo numero di aree, le più importanti sono le seguenti:
- lo studio dettagliato dei sottoinsiemi della retta reale (una volta noto come topologia degli insiemi di punti, questo uso ora è obsoleto)
- la teoria delle funzioni di variabile complessa e il concetto di superficie di Riemann
- l'introduzione del concetto di varietà
- lo studio degli spazi metrici, specialmente degli spazi normati, agli inizi dell'analisi funzionale

È stata codificata nella forma attuale attorno al 1940. Si può dire che cattura praticamente tutto dell'intuizione di continuità, in una forma tecnicamente adeguata che può essere applicata in ogni area della matematica.

## Portata
Più in dettaglio, è nella topologia generale che le nozioni fondamentali sono definite e i teoremi su di esse provati. Fra questi troviamo:
- insiemi aperti e chiusi;
- interno e chiusura;
- frontiera e intorno;
- compattezza e connessione;
- funzioni continue;
- convergenza di successioni, reti, e filtri;
- assioma di separazione
- assiomi di numerabilità

Si trovano anche nozioni più avanzate, ma sono in genere collegate direttamente a questi concetti fondamentali, senza riferimenti ad altre branche della matematica. La topologia teorica degli insiemi esamina questi problemi quando hanno una sostanziale relazione con la teoria assiomatica degli insiemi, come spesso è il caso.
Altre branche della topologia sono la topologia algebrica e la topologia differenziale. Come suggerisce il nome, la topologia generale fornisce la base comune per queste aree.